# 아키타 모리스에

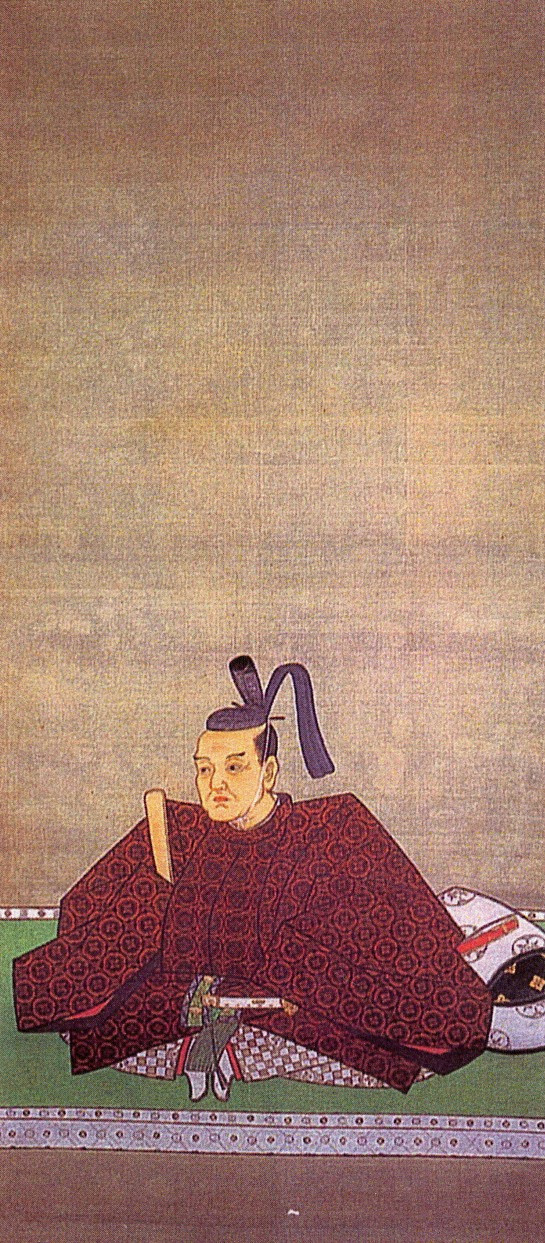
아키타 모리스에

아키타 모리스에(일본어: 秋田盛季, 1620년 ~ 1676년 2월 26일)는 일본 에도 시대의 다이묘로, 미하루번의 2대 번주이다.
선대 번주 아키타 도시스에의 맏아들로 태어났으며, 어머니는 마쓰다이라 노부요시의 딸이다. 1649년, 아버지가 사망하자 번주 자리에 올랐다. 물려받은 영지 중 5천 석 땅을 동생인 스에히사에게 분할해주었다. 1676년에 사망하였고, 차남 데루스에가 그 뒤를 이었다.
| 전임 아키타 도시스에 | 제2대 미하루번 번주 (아키타 가문) 1649년 ~ 1676년 | 후임 아키타 데루스에 |